# La prigione di Edimburgo
La prigione di Edimburgo (en español “La prisión de Edimburgo”) es una ópera en tres actos del compositor italiano Federico Ricci, con libreto en italiano de Gaetano Rossi, basado en "The Heart of Midlothian" de Walter Scott. Fue estrenada en el Teatro Grande de Trieste el 13 de marzo de 1838.

## Historia
"La prigione di Edimburgo" es la cuarta ópera de Federico Ricci y la segunda compuesta en solitario, tras "Monsieur de Chalumeaux" (Venecia, 1835) y dos óperas compuestas junto a su hermano Luigi Ricci, "Il colonello" (Nápoles (1835) y "Il disertore per amore" (Nápoles, 1836).
La novela de Walter Scott "The Heart of Midlothian" había sod llevada ya a la ópera en ocasiones previas: "The Heart of Midlothian" de Henry Rowley Bishop (Londres, 1819) y "La prison d´Édimbourg" de Michele Carafa (París, 1833). De hecho, el libreto de Gaetano Rossi toma como principal fuente el libreto de esta última, escrito por Eugène Scribe y Eugène de Planard más que la propia novela de Scott. Por este motivo, hay numerosos cambios en el argumento con respecto a la novela; el principal de ellos novela es que convierte a la protagonista de esta, Jeanie Deans (aquí Fanny), en un personaje secundario, cediendo el protagonismo a su hermana Effie, George Staunton y Madge Wildfire (en la ópera Ida, Giorgio y Giovanna, respectivamente).
En 1837, Luigi Ricci fue nombrado maestro de capilla de la Catedral de San Giusto de Trieste y director musical del Teatro Grande, por lo que no parece extraño que él estuviera detrás del estreno de la ópera de su hermano en la ciudad istriana. El estreno fue un enorme éxito que abrió a Federico Ricci las puertas de los teatros italianos. De hecho, la ópera se representó en octubre de 1838 en La Scala de Milán, aunque con un éxito algo inferior. La ópera entró en el repertorio de los teatros italianos durante los siguientes 20 años, siendo representada en numerosas ciudades del país, mientras que fuera de Italia se representó en 1840 en Viena y Barcelona, en 1841 en Malta, Odesa, Copenhague y Lisboa, en Ciudad de México, Hamburgo y Budapest en 1842 (en estas dos últimas, traducida al alemán), Praga en 1843, Varsovia en 1844, Buenos Aires en 1853 y Madrid en 1867, traducida al español con el título de Susana, siendo esta probablemente la última representación de la ópera en el siglo XIX.
La prigione di Edimburgo se recuperó en 2011 en la Grand Opera de Edimburgo, en el que fue el estreno de la ópera en el Reino Unido.

## Personajes
| Personaje                                     | Voz          | Elenco del estreno Director de orquesta: Alessandro Scaramelli |
| --------------------------------------------- | ------------ | -------------------------------------------------------------- |
| Duca d’Argyle                                 | bajo         | Lorenzo Biondi                                                 |
| Giorgio (su hijo)                             | tenor        | Lorenzo Bonfigli                                               |
| Ida (esposa secreta de Giorgio)               | soprano      | Giuseppina Armenia                                             |
| Fanny (su hermana)                            | mezzosoprano | Marietta Biondi                                                |
| Tom (contrabandista)                          | barítono     | Giuseppe Scheggi                                               |
| Giovanna                                      | soprano      | Rita Gabussi                                                   |
| Patrizio                                      | tenor        | Antonio Benciolini                                             |
| Soldados, ciudadanos, nobles, contrabandistas |              |                                                                |

## Argumento
La acción tiene lugar cerca de Edimburgo en el siglo XVIII.
Acto I
Colina con cabañas frente al mar
Los trabajadores regresan alegremente a sus casas tras el trabajo, cuando Fanny les informa que Ida, de retorno desde la ciudad, estará presente en la fiesta del próximo día. Cuando todos se marchan sale Ida, quien ha dejado a su hijo en un pabellón de una rica familia de terratenientes; lamenta su mala suerte en el amor, ya que, aunque casada en secreto con Giorgio, teme que éste la haya olvidado, y recuerda los felices días de niñez que pasó allí (aria: De’ felici miei prim’anni). Todos la encuentran y la ven triste, pero sus palabras consiguen darle esperanza. A solas con ella, Fanny se preocupa por ver a su hermana tan triste y cambiada desde que, seis meses atrás, su padre la envió a Edimburgo. Llega entonces Giovanna, enloquecida desde hace un año, al parecer por amor. En sus delirios, ve a su amado y habla de su próxima boda (aria: Oh, come è vago, amabile). Giovanna le cuenta su historia a Fanny: estaba enamorada de un tal Giorgio, con quien tuvo un hijo, pero un día el se fue con los contrabandistas, y desde entonces ella lo ha perdido todo. No recuerda qué sucedió entonces, sólo que se encontró a su niño hambriento junto a su fallecida madre (el libreto no menciona que el niño de Giovanna murió, como sí hace la novela). Escucha llorar a un bebé en el pabellón cercano y se lo lleva. Llega entonces el contrabandista Tom cantando una alegre canción (Barcarola: Sulla poppa del mio brich’); está esperando a su amigo Giorgio, quien llega inquieto por la presencia de soldados. Tom quiere huir de inmediato, pero Giorgio le pide un día más. Busca a Ida y la encuentra en su cabaña. Giorgio sabía que estaba en su tierra natal, tras seis meses en el mar ayudando a los contrabandistas que le salvaron de la prisión. Ida quiere que se presente ante su padre para así poder formalizar su unión y legitimar al hijo que ha tenido con él. Llega Tom para informar de la llegada e Edimburgo de un duque con plena autoridad para aplastar a los contrabandistas; cuando Giorgio descubre que se trata del Duque de Argyl le suplica a Ida que le acompañe, pero ella se niega a abandonar a su hijo. Cuando los contrabandistas huyen llega un grupo de soldados encabezados por Patrizio, que hace detener a Ida acusándola de haber matado a su hijo para ocultar su culpa. Ella dice que el niño está en el pabellón, pero al entrar ve que ha desaparecido, lo que parece confirmar la acusación, por lo que es detenida y enviada a Edimburgo. 
Acto II
Sala en el Palacio Real de Edimburgo
La multitud aclama al Duque de Argyl, quien promete restaurar la paz. Una vez a solas con él, Patrizio le pide clemencia para un joven que se ha rendido a él y que luchó con los contrabandistas bajo nombre falso: no es otro que el hijo del duque, Giorgio. Padre e hijo se retiran para que Giorgio no sea visto en tal estado. Patrizio hace traer a Giovanna, quien ha sido la causante de la detención de los contrabandistas al delatarlos,  y a Ida. Giovanna no sabe quién es ella, pero sabe que Giorgio no la amaba a ella porque amaba a una tal Ida. Ida le pide clemencia a Giovanna, quien le cuenta que tiene un hijo al que espera ver ese mismo día (dúo: Un figlio, il cui sorriso). Patrizio llama a Ida para ser juzgada, momento en el que Giovanna se da cuenta de que es su rival y se enfrenta a ella. Luego Patrizio trae ante Giacomo a Tom, que ha sido apresado, para que lo juzgue. Una vez solos, Giorgio le promete a Tom no solo salvar su vida, sino también darle el puesto de capitán de la prisión a cambio de su silencio sobre lo que sabe de él, algo que Tom acepta encantado. Al poco de salir Giorgio llega Giovanna, que reconoce a Tom y le pregunta por su amigo Giorgio, a quien ella ama. Tom, sabiendo del peligro que corre si ella lo ve, le dice que está a salvo, pero no que está allí mismo, y entonces Giovanna habla del hijo que ha tenido con él. Mientras, el pueblo espera conocer la sentencia de Ida. Llega el Duque con la noticia de la sentencia de Ida: ha sido condenada a muerte. Al verla, Giovanna le da a entender que Giorgio la ha abandonado porque le ama a ella, para desesperación de Ida, pero viendo su desventura, pide compartir su suerte, mientras el Duque impide a Giorgio decir nada. 
Acto III
Patio de la prisión
Los prisioneros juegan y beben, y al ver llegar a Tom, el nuevo carcelero, le invitan a unirse a ellos, sus viejos compañeros; el inicialmente se niega, dada su nueva posición, pero al final termina cediendo. Cuando les conduce a todos de vuelta a sus celdas aparece Giovanna, que ha sido puesta en libertad; Tom la acusa de haber robado, pero ella afirma que lo que ha cogido no es para ella sino para su hijo, y que espera a Giorgio para casarse con él. Cuando Tom parte llega Giorgio, preocupado porque su plan de liberar a Ida con la ayuda de los contrabandistas ha fracasado, y temiendo que detrás esté la mano de Giovanna. Ésta, en su delirio, no lo reconoce, dada su nueva indumentaria conforme a su rango, y le cuenta que quiere presentar a su hijo, al que ha llamado Giorgio como su padre, a éste. Giorgio se da cuenta de que el niño que tiene Giovanna es en realidad el hijo de Ida y, tras revelar su identidad, le pide a Giovanna que le lleve a donde está el niño. Ella no se cree que ese hombre sea Giorgio, así que él tiene que recurrir a las palabras que le solía decir cuando estaban juntos para que lo reconozca (dúo: Voi quell’aria non avete). El pueblo pide ver la ejecución de Ida, y a sus gritos Giovanna, delirando de nuevo, cree que van a raptar de nuevo a su hijo y le pide a Giorgio que le ayude a recogerlo de la torre donde lo ha dejado. Llega Tom corriendo, porque los prisioneros han incendiado la prisión. 
Plaza de Edimburgo junto a la prisión en llamas
Los habitantes de Edimburgo que esperan ver la ejecución de Ida, que ya está en el patíbulo, ven a Giovanna atrapada en la torre de la prisión, en llamas. Ella desciende con la ayuda de una cuerda la canasta en las que está el niño hasta el suelo, devolviéndoselo así a Ida, a quien confiesa habérselo robado, demostrando así su inocencia. El Duque acoge en sus brazos a la inocente Ida mientras Giovanna muere entre las llamas. 

## Discografía
No existe ninguna grabación integral, únicamente fragmentos:
| Año  | Reparto (Giovanna, Ida, Giorgio, Duca, Tom)                                               | Director de Orquesta | Sello discográfico        |
| ---- | ----------------------------------------------------------------------------------------- | -------------------- | ------------------------- |
| 2003 | Nuccia Focile, Elisabetta Scano, Nicola Rossi Giordano, Dean Robinson, Christopher Purves | Gabriele Bellini     | Opera Rara (Hightlights). |